# Oder-Warthe-stelling

Kaart van het centrale deel van de Oder-Warthe-stelling tussen Kęszyca en Boryszyn

De Oder-Warthe-stelling was in de Tweede Wereldoorlog een Duitse militaire verdedigingslinie, zo'n 150 km ten oosten van Berlijn, deel van de Ostwall. Tegenwoordig ligt de linie in Polen, waar hij zich uitstrekt van Brzozowiec aan de Warthe (Warta) tot Nietkowice aan de Oder (Odra). De linie werd gepland in 1928, maar pas gebouwd in 1934-1938. In 1944 werd hij versterkt met het oog op de opmars van het Rode Leger. Ondanks die versterkingen wist het Rode Leger de linie binnen enkele dagen te veroveren (28-31 januari 1945).